# 聽障人士職業支援及社會服務中心
22°20′15.6″N 114°10′02.9″E / 22.337667°N 114.167472°E

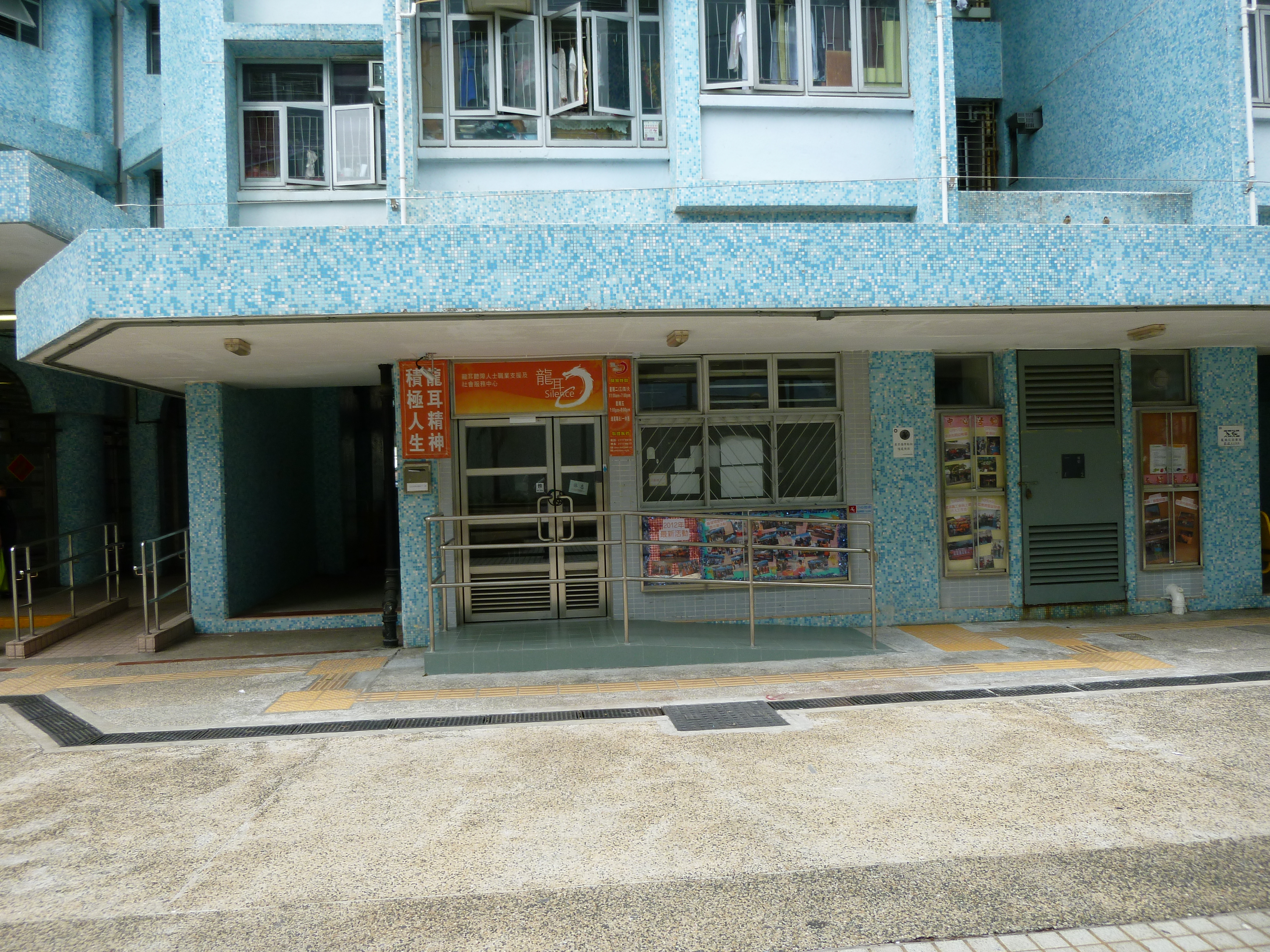
龍耳（白田）聾人及弱聽綜合服務中心

龍耳（白田）聾人及弱聽綜合服務中心，前稱「聽障人士職業支援及社會服務中心」，是香港慈善機構「龍耳」於2011年6月成立，位於九龍石硤尾白田邨翠田樓地下G01。鄰近白田巴士總站、白田商場及白田社區會堂。

## 歷史
「龍耳」在成立初期，並沒有固定的辦公地方，團體活動亦經常因為租借場地困難而難於進行。在2010年6月，便正式向房屋署申請正式辦公場所，房屋署亦曾向社會福利署提出諮詢，經確認社區有此需要後，於2010年12月通知可批出場地，「龍耳」隨即於2011年2月與白田邨居民開會，介紹該會的成立理念及服務宗旨，在獲得居民大力支持下，終於獲批出場地，並以市價約一半租金租用石硤尾白田邨翠田樓地下一號單位，作為該會的正式辦事處。

## 贊助
經過「龍耳」各委員的多番奔走，由南華早報及香港電台成立的《愛心聖誕大行動》（Operation Santa Claus）基金資助，及各方善長人翁大力捐助，終可支付共25萬元的裝修費用。

## 正式開幕
在2011年6月，《聽障人士職業支援及社會服務中心》正式成立，勞工及福利局政治助理莫宜端、立法會議員梁耀忠及正言匯社社長張超雄等當日主持開幕儀式。辦事處面積約500平方呎，除了設有多功能活動廳，可用以舉辦各種活動、興趣班及手語班外，亦加設了無障礙廁所，方便有需要人士使用。

## 外部連結
- 龍耳官方網頁 （页面存档备份，存于）
- 龍耳Facebook專頁 （页面存档备份，存于）
- 龍耳YouTube官方頻道 （页面存档备份，存于）